# Offentlig-privat samverkan
Offentlig-privat samverkan (engelska: Public Private Partnership, PPP), OPS, är en form av offentlig upphandling. Den innbebär att ett privat företag eller konsortium tilldelas uppdraget att finansiera, bygga och under en längre tid driva en offentlig nyttighet, vanligen sjukhus, motorväg eller annan infrastrukturinvestering. Man kan säga att inte bara själva byggandet överlåts på ett privat företag utan även finansiering och eventuellt drift.
Det första exemplet på en OPS-lösning inom det svenska hälso- och sjukvårdssystemet var Nya Karolinska Solna (NKS).

## Huvuddrag
Offentlig-privat samverkan (OPS) är en upphandlingsform för stora infrastrukturprojekt som används i ett flertal länder, delvis som ett sätt att skapa utrymme för angelägna investeringar. Vid OPS tillhandahåller privata företag finansiering för infrastrukturprojektet som en del av sitt åtagande. Den offentliga beställaren betalar under drifttiden en årlig ersättning, alternativt att det privata företaget får rätt att ta ut brukaravgifter. Betalningen sker sedan under den tid man använder anläggningen och på så sätt sprids den offentliga sektorns utgifter över projektets ekonomiska livslängd. Ersättningen är ofta baserad på tillgänglighet och presterad kvalitetsnivå. Projektet lämnas vanligtvis över till den offentliga sektorn vid avtalstidens slut utan extra betalning och till i förväg fastställd standard.
Syftet är att uppnå mer värde för pengarna genom partnerskap mellan offentliga och privata sektorn, men det finn rapporter som visar att OPS projekt kan leda till kraftigt ökade kostnader jämfört med projekt som direkt finansierad av skattemedel.
Den offentliga sektorn ansvarar för att definiera investeringsprioriteringar, vilken nytta som ska levereras och det övergripande investeringsbehovet inom samhället. Den privata sektorn väljer design, material, byggmetoder och underhållssystem med livscykelfokus med syfte att ge den lägsta långsiktiga kostnaden för att tillhandahålla den valda nyttan.  Utförandet av infrastrukturprojekt med driftsansvar för en lång tidsperiod skapar också incitament till nytänkande hos den privata utföraren.
Betalning till projektbolaget sker i vissa fall direkt från slutkund, till exempel i fallet tullvägskoncession, men ofta i form av en tillgänglighetsbetalning från myndigheten. Projektbolagets intäkter kan i varierande grad vara beroende av trafikrisk. Med trafikrisk avses betalningarnas beroende av trafikanters utnyttjandegrad av vägen eller järnvägen.

## Exempel på genomförda OPS-projekt
OPS-modellen har använts i ett antal länder, bland annat Storbritannien, Finland och Norge.

### Motorvägsprojekt i Finland: Helsingfors-Lahtis (Riksväg 4) och Muurla-Lojo (Riksväg 1)
I Finland byggdes det första privatfinansierade större vägprojektet i Norden då vägen mellan Träskända, norr om Helsingfors, och Lahtis byggdes ut till motorväg. Utbyggnaden bedömdes som samhällsekonomiskt mycket lönsam men rymdes inte i det ordinarie budgetanslaget. Trycket var också starkt att snarast förbättra trafiksäkerheten och framkomligheten på denna vägsträcka. Projektet innefattade utbyggnad av 69 km väg till motorväg inklusive 88 broar. Ersättningsformen utgörs av skuggtullar där projektbolagets betalning till en viss del påverkas av trafikmängd, med en överenskommen maximinivå, men innehåller också krav på tillgänglighet och kvalitet. Utbyggnaden påbörjades 1997 och var färdigställd 1999, ett år före kontraktstidplan. Projektbolaget ansvarar för vägen till år 2012 då den ska överlämnas till det finska vägverket (Finnra). Avgörande vid upphandlingen var att priset för vägtjänsten under hela kontraktsperioden skulle vara lägre än det bedömda jämförelsepriset för en traditionell upphandling. Vinnande anbud i OPS-upphandlingen var c:a 15 procent lägre än detta jämförelsepris.
Vidare har Finnra deklarerat att användandet av alternativ finansiering genom OPS vid utbyggnaden av motorväg mellan Lahtis och Helsingfors inneburit att vägen har kunnat öppnas för trafik minst fem år tidigare än med traditionell anslagsfinansiering. Den samhällsekonomiska effekten av en tidigareläggning har av Finnra uppskattats till ca 11-20 MEUR per år i minskade olycks-, miljö- och tidskostnader, vilket för de fem årens tidigareläggning av detta projekt skulle motsvara runt 700 MSEK. 
För framtida projekt har det finska vägverket rekommenderat att leverantören ges större frihet att utveckla nya idéer och att avtalsperioden görs längre för att uppnå ett större livscykelfokus.
I Finland har man handlat upp ytterligare ett vägprojekt enligt OPS-modell, sträckan Muurla-Lojo på E18 mellan Helsingfors och Åbo. Projektet inkluderar 51 km ny motorväg, bygget påbörjades hösten 2005 och vägen togs i drift under slutet av 2008. Denna gång valde man en tillgänglighetsbaserad ersättningsmodell och en längre avtalstid som sträcker sig fram till år 2029. Det vinnande anbudet innehöll ett byggpris på ca 300 MEUR vilket väsentligen underskred Finnras bedömning på drygt 360 MEUR för ett konventionellt genomförande. Genomförandet enligt OPS-modell medförde också att byggtiden, enligt Finnras bedömning, kortades med två till tre år jämfört med om det handlats upp traditionellt. Utöver detta kunde projektet genomföras ett par år tidigare på grund av att budgetmedel saknas för ett traditionellt genomförande under de närmaste åren. Finnra hävdar att kostnaderna för avtalsperioden blir avsevärt lägre än med den bästa konventionella modellen. Därtill kommer stora besparingar för väganvändarna, tack vare att vägen kunnat öppnas för trafik tidigare.

### E39 Klett-Bårdshaug, Norge
I Norge fattade Stortinget beslut om att genomföra tre vägprojekt enligt OPS-modellen för att utvärdera upphandlingsformen. OPS E39 Klett-Bårdshaug (söder om Trondheim) var först ut och är nu färdigbyggd samt öppnad för trafik två månader före kontrakterad tidpunkt. I Norge var inte kapitalbrist drivkraften för alternativt genomförande genom PPP, utan målet var att uppnå ökad effektivitet. 
Projektbolaget ansvarar för finansiering, projektering och byggande samt drift och underhåll. Totalt byggdes 22 km ny väg inklusive 10 km tunnlar och 12 broar. På denna väg tas bompengar (vägtullar) in av ett offentligt ägt ”bomselskap” med start år 2002 och maximalt 15 år framåt. Därvid erhålls medel som täcker en del av projektets kostnader. Projektbolagets intäkter utgörs däremot av en tillgänglighetsersättning, som inte är baserad på antal fordon på vägen, utan på vägens tillgänglighet, och drift- och underhållsstandard, samt viss reglering för ökad säkerhet och för extraordinär trafikbelastning. Byggarbetena startade 2003 och vägen öppnade för trafik vid halvårsskiftet 2005, vilket var två månader före kontraktstidplan och väsentligt tidigare än Vegdirektoratets ursprungliga bedömning. Projektbolaget skall stå för drift och underhåll i 25 år varefter vägen år 2030 lämnas över till Vegdirektoratet.
Ett viktigt mål för Vegdirektoratet är att trafiksäkerheten ska vara så god som möjligt. Därför kan projektbolaget få en bonusbetalning för säkerhet som är relaterad till antal olyckor på vägen och dess art i jämförelse med en genomsnittlig motsvarande väg. Om den faktiska trafiken väsentligt överskrider den av Vegdirektoratet framtagna trafikprognosen har projektbolaget rätt till betalning för ökad trafikmängd för att täcka ökat underhållsbehov på vägen. 
Förutom tidsbesparingen menar Vegdirektoratet att man även sparade pengar genom att genomföra projektet som ett OPS-projekt. Dock finns ännu inga officiella beräkningar gjorda på detta, en utvärdering skall göras när de tre vägprojekten i detta paket är genomförda.
En detalj från detta projekt var att man hade en sträcka med en brant bergskärning där det privata bolaget istället valde att förlänga en tunnel 400 m utan någon extra kostnad för Vegdirektoratet. Detta innebar en dyrare investering men gjordes för att minska risken för ras i syfte att optimera livscykelkostnaderna genom bättre tillgänglighet, minskat underhållsbehov och inte minst en högre säkerhet för trafikanterna. Detta illustrerar en typisk effekt av livscykeltänkandet där det privata bolaget tog en högre initialinvestering för att uppnå en lägre total kostnad över projektets livscykel.

### Arlandabanan
En variant av OPS-upphandling har använts i Sverige vid upphandling av Arlandabanan förbi Arlanda Flygplats. Projektet inbegriper utbyggnad och drift av 20 km dubbelspårig järnväg från Rosersberg via Arlanda flygplats till Odensala inklusive stationer under Arlanda flygplats, ombyggnad av Stockholm Central samt införskaffande av tågen för flygpendeltrafiken. Det vinnande konsortiet bildade projektbolaget A-Train AB med ansvar för att projektera, finansiera och bygga Arlandabanan. Bolaget fick ansvar för drift och underhåll av banan inklusive reinvestering men även för flygpendeltrafiken mellan Stockholm C och Arlanda under en koncessionstid om 45 år. Projektet är det enda större infrastrukturprojektet i Sverige i modern tid som genomförts med projektfinansiering och privata aktörer. Den privata sektorn deltar i utformning, byggande och drift samt finansiering av anläggningen. Staten har dock lämnat bidrag till delar av byggandet samt ställt ett villkorslån till projektbolagets förfogande. Arlandabanan skiljer sig från de numera vanligaste OPS-modellerna i och med att även trafikrisken lagts på det privata projektbolaget.
Genomförandet av Arlandabanan enligt en modell liknande OPS gav ett flertal positiva erfarenheter såsom; möjliggörande av ett tidigare genomförande av projektet, fast pris, genomfört i tid, tydlig riskfördelning mellan parterna samt en rimlig kostnad för finansiering.
En nackdel som framförts med upplägget av Arlandabanan-projektet är att det inte finns något incitament för operatören att aktivt samverka med annan spårtrafik för att därigenom öka det totala tågresandet. Orsaken till detta går bland annat att finna i avtalskonstruktionen. Denna typ av problem hänger således ihop med vilka förutsättningar man avtalar om. Ett väl genomtänkt avtal ger väl fungerande trafik och en win-win situation för alla parter. Å andra sidan går det mycket trafik på Arlandabanan idag, även andra operatörer, och operatören har incitament från passageraravgifter att öka den.
Förbättringspotential kan finnas i användandet av en tillgänglighetsbaserad ersättningsform istället för med full trafik- och prissättningsrisk. Detta skulle ge myndigheterna kontroll över prissättningen och möjlighet att styra resenärer mellan olika trafikslag, exempelvis styra över fler från buss och taxi till järnväg. Det finns nu stora möjligheter att ta del av kunskap från andra genomförda PPP-projekt då en hel del har hänt sedan Arlandabanan genomfördes.
Anledningen till valet av Arlandabanan är att den bedömts kunna bli företagsekonomisk lönsam inklusive byggkostnader, vilket aldrig annars gäller järnvägar. Det beror på att man kan få flygresenärerna (mest affärsresenärer) att betala ganska mycket (280 kr för tåget Arlanda-Stockholm och 120 kr bara för att få stiga på/av andra tåg år 2017). Det finns kritik mot priserna som anses höga. Operatören bestämmer dessa själv, men det finns konkurrens från bil och buss som begränsar hur mycket de kan vara. Normalt får staten i slutändan betala de högre kostnaderna med PPP, men i detta fall resenärerna.
Modellen försvårar också möjligheten för annan lokal och regional trafik på destinationen. I Arlandabanans fall har detta resulterat i att pendeltågen inte kunnat trafikera Arlanda utan betydande påslag på biljettpriset, vilket hade varit möjligt med en annan finansieringsmodell. I andra större städer med järnväg till flygplatserna går det lokaltåg utan pristillägg.

### FörsvarsmaktensSK 60-flygplan
Inom försvarssektorn finns det ett antal OPS. Det hittills största i Sverige är helhetsåtagandet för drift, underhåll och vidmakthållande av Flygvapnets samtliga skolflygplan SK 60. FMV har lagt ut helhetsåtagandet till försvars- och säkerhetsföretaget Saab AB under 10 år från och med 2009-07-01. Värdet för åtagandet uppgår till cirka 900 Mkr. FMV vittnar om att upphandlingen och avtalsskrivandet har varit komplicerade men uppskattar att kostnadsbesparingen uppgår till 10 procent på årsbasis. Enligt FMV lämpar sig industriellt helhetsåtagande bara för vissa områden. Det lämpar sig främst för stabila system och det bör finnas samordningsvinster med annan privat verksamhet.

### Nya Karolinska Solna
Byggandet av ett nytt universitetssjukhus i Stockholm. Projektet genomförs med OPS, där investeringskostnaden får vara högst 14,1 miljarder kronor inklusive byggnation, projektering, kreditkostnader med mera. I summan ingår inte verksamhetens utrustning. (2007 års penningvärde). Bygget inleddes 2010, första patienterna togs emot under 2016 och sjukhuset stod klart 2018. Det har varit kritik mot kostnaden för landstinget som sägs i slutändan uppgå till 69 miljarder kronor summerat över 30 år inklusive kreditkostnader.